# Rauf Babayev
Rauf Babayev (en azéri: Rauf Yusif oğlu Babayev ; né le 30 décembre 1937 à Leninakan et mort le 27 mars 2020 à Bakou) est un chanteur pop azerbaïdjanais, soliste du quatuor vocal Gaya, populaire dans les années 1960-1980, Artiste du peuple de l'Azerbaïdjan (2006).

## Biographie
Rauf Babayev est né le 30 décembre 1937 dans la ville de Leninakan (aujourd'hui Gyumri) de la RSS d'Arménie, dans la famille du chef de la station. Il a étudié à l'école secondaire n ° 8 de Bakou. En 1956, il est diplômé de l'École de musique Asaf Zeynally à Bakou de Bakou (où il s'intéresse au jazz et rencontre ses futurs camarades du quatuor Gaya), et en 1962 du Conservatoire d'État d'Azerbaïdjan dans la classe des instruments à percussion. Au cours de ses premières années, il travaille comme musicien et chanteur au Théâtre dramatique russe d'État d'Azerbaïdjan, à l'Orchestre symphonique de variétés d'État d'Azerbaïdjan et à la Société philharmonique d'État d'Azerbaïdjan, et se produit avec des concerts de jazz.

## Activité de scène
En 1965, à l'invitation de Murad Kajlayev, avec un groupe d'artistes azerbaïdjanais, il part pour Makhatchkala, où il devient soliste de l'ensemble vocal et instrumental Gunib organisé à la Philharmonie du Daghestan. À l'automne de la même année, le groupe retourne à Bakou, où il continue à se produire sous le nom de Gaya. Après plus de vingt ans d'activité créative vigoureuse et de participation réussie à des concours et festivals, le quatuor se sépare. R.Babaev devient le directeur artistique de la nouvelle ensemble et a en même temps enseigne à l'école de musique du nom de Léopold et Mstislav Rostropovitch. Depuis 2003 et jusqu'à sa mort, il dirige l'ensemble vocal pour enfants Beribakh. 

## Titres et décorations
- Artiste émérite de la RSS d'Azerbaïdjan (1978)
- Artiste du peuple d'Azerbaïdjan (2006)
- Ordre de la Gloire (2016)